# Nouvelle Gauche (Grèce)
Pour les articles homonymes, voir Nouvelle Gauche (homonymie).
La Nouvelle Gauche (NA ; grec moderne : Νέα Αριστερά) est un parti politique de centre-gauche à gauche  au Parlement grec. Elle est fondée le 5 décembre 2023 par onze députés indépendants ayant quitté le parti Syriza. Le président du groupe parlementaire est Alexis Haritsis.
Elle est représentée au Parlement européen par deux députés européens, Dimitris Papadimoulis et Stélios Koúloglou.

## Histoire

### Contexte
À la suite de la démission d'Aléxis Tsípras de la présidence de SYRIZA et l'élection de Stéfanos Kasselákis pour le remplacer en septembre 2023, une crise interne éclate au sein du parti. Les groupes internes du parti « Parapluie » et « 6+6 » critiquent la tentative de Kasselákis de déplacer le parti vers le centre. Kasselákis est considéré comme plus modéré que Tsípras et souhaite que le parti imite le Parti démocrate aux États-Unis, un parti social-libéral. Il est critiqué par certains membres de Syriza pour son soutien antérieur au parti de centre-droit Nouvelle Démocratie, qui détient actuellement la majorité au Parlement grec et auquel Syriza s'oppose,. La groupe 6+6 comprenait la députée Effie Achtsioglou, qui a terminé deuxième derrière Kasselakis à l'élection à la direction.

### Formation du parti
Ce conflit abouti finalement au retrait de la faction « Parapluie » du parti et, à l'exclusion de deux députés considérés comme proches de celui-ci — Peti Perka et Euclide Tsakalotos — sur décision de Kasselákis le 13 novembre 2023. Dix jours plus tard, le groupe « 6+6 » et, neuf de ses députés — Sia Anagnostopoulou, Effie Achtsioglou, Chousein Zeimpek, Nasos Iliopoulos, Dimitris Tzanakopoulos, Meropi Tzoufi, Ozgur Ferhat, Theano Fotiou et Alexis Haritsis — quitte le groupe parlementaire de Syriza.
Le 4 décembre 2023, les onze députés non-inscrits annoncent le nom et le logo de leur nouveau parti lors d'un événement programmé. Le lendemain, le groupe parlementaire a été officiellement annoncé au Parlement grec. Le député européen Dimítrios Papadimoúlis annonce le même jour son affiliation au groupe.
Le 1er mars 2024, la conférence fondatrice du parti a lieu à Athènes. La déclaration de fondation résume les positions fondamentales du parti et annonce la création d'un Comité de coordination de transition composé de 238 membres,.